# Высший курдский совет
Высший курдский совет (курд. Desteya Bilind a Kurd, DBK) (2012—2013) — временный орган управления Сирийским Курдистаном в условиях гражданской войны в Сирии, сформированный на паритетной основе из членов Народного собрания Западного Курдистана (НСЗК), в котором доминировала партия «Демократический союз», и членов Курдского национального совета в Сирии (КНС).

## История
Решение о создании Высшего курдского совета было принято двумя основными военно-политическими силами сирийских курдов 12 июля 2012 года в Эрбиле при поддержке президента Иракского Курдистана Масуда Барзани. Штаб-квартира Высшего курдского совета располагалась в городе Айн-эль-Араб (Кобани). В подчинении ВКС находились вооружённые формирования — Отряды народной самообороны (YPG).
В ноябре 2013 года в связи с односторонними действиями партии PYD по созданию автономного регионального правительства на территориях Сирии, населённых преимущественно курдами, Курдский национальный совет вышел из Высшего курдского совета, что привело к прекращению деятельности этого органа.

## Члены Высшего курдского совета
| ФИО                   | Членство | Партия  |
| --------------------- | -------- | ------- |
| Ахмед Сулейман        | КНС      | PDPKS   |
| Исмаил Хаме           | КНС      | PYKS    |
| Насрадин Ибрахим      | КНС      | ElPartî |
| Мухьедин Шейх Али     | КНС      | PYDKS   |
| Сауд Мэлэ             | КНС      | PDKS    |
| Абдулсалам Ахмед      | НСЗК     |         |
| Алдар Халил           | НСЗК     | TEV-DEM |
| Ильхам Ахмад          | НСЗК     |         |
| Салих Муслим Мухаммад | НСЗК     | PYD     |
| Сенам Мухаммад        | НСЗК     |         |